# 에렌시아 말디타
《에렌시아 말디타》(스페인어: Herencia maldita)은 1986년 방영된 멕시코의 텔레노벨라이다.